# Кјерика-Јакучо (Фрозиноне)
Кјерика-Јакучо је насеље у Италији у округу Фрозиноне, региону Лацио.
Према процени из 2011. у насељу је живело 75 становника. Насеље се налази на надморској висини од 467 м.